# Dolmen de la Draille
Le dolmen de la Draille est situé à Viols-le-Fort, dans le département français de l'Hérault.

## Description
Le dolmen a été restauré en 1984. Il a été étudié par le Centre archéologique des Chênes Verts. La chambre sépulcrale, de forme ovalaire, mesure 5 m de long et 2 m de large. Elle est recouverte d'une unique table de couverture. Elle est précédée d'une antichambre et d'un long couloir qui s'étire sur 7 m de longueur et traverse tout le tumulus. Ce dernier est constitué de pierrailles entassées sans ordre particulier. Il a été en grande partie détruit par l’aménagement de la draille qui longe le monument.
La chambre sépulcrale contenait des éléments de parure, des tessons de céramique et des ossements humains. Les éléments de parure et un vase découvert dans le couloir d'accès permettent de rattacher ce dolmen à la culture de Fontbouisse.